# Smylowe Skały
Smylowe Skały – skały w grupie skał Smolenia i doliny Udorki, we wsi Złożeniec w województwie śląskim, w powiecie zawierciańskim, w gminie Pilica, na Wyżynie Częstochowskiej będącej częścią Wyżyny Krakowsko-Częstochowskiej. 
Smylowe Skały znajdują się w lesie na orograficznie prawym zboczu Doliny Wodącej, na wschodnich obrzeżach wsi Złożeniec. Do skał najłatwiej można dojść polną drogą odchodzącą prostopadle na zachód od wiaty przy skale Biśnik. Czas przejścia od Biśnika: 20 min. Są to zbudowane z twardych wapieni skalistych skały o wysokości do 14 m i połogich lub pionowych ścianach. Uprawiana jest na nich wspinaczka skalna. Pierwsze drogi wspinaczkowe poprowadzono na nich w 2017 roku. Jest 37 dróg o trudności od III do VI.2+ w skali Kurtyki, oraz 3 projekty i jedna możliwość. Większość dróg ma zamontowane stałe punkty asekuracyjne: ringi (r) i stanowiska zjazdowe (st), na niektórych wspinaczka tradycyjna (trad). Przy drogach nr 14 i 16 zaleca się przedłużyć czwartą wpinkę, a przy drodze nr 29 drugą wpinkę. Popularność skał wśród wspinaczy jest niewielka. 

1. Pukpółka; III, 3 sr + st
2. Mech i wodorosty; III, trad
3. Wspinanie w Halloween; IV, 5r +st
4. Brudna rysa; IV+, trad
5. Trawnik; VI, 5r +st
6. Zielone runo; III, trad
7. Glebogryzarka; III, 5r +st
8. Haszczownik; VI, 7r +st
9. Żywopłot; V, 7r + st
10. Karaluch; III+, 4r +st
11. Angela; VI.1, 5r + st
12. Depresja; VI.2, 4r + st
13. Taniec z Dziurkami; VI.3+, 4r + st
14. Żelazna buła; VI.3/3+, 6r + st
15. Zemsta dziobaka; VI.2+, 6r + st
16. Drań; VI.3+, 5r + st
17. Bananowa rysa; VI.2, 7r + st, trad
18. Trawersowa rysa; VI+, 7r + st, trad
19. Projekt; 8r +st
20. Kominorysa; V+, 8r + st
21. Projekt; V, 8r + st
22. Psychoterapia; VI.1+, trad
23. Pokutny komin; VI, trad
24. Lewy i prawy tradzik; IV+, trad (2 warianty)
25. Klapkowa szczelina; III, trad
26. Ładna; VI.1, 4r +st
27. Fajno; VI.1+, 4r + st
28. Projekt; 4r + st
29. Ikar; VI.3, 4r + st (kruszyzna)
30. Mocarne; VI.2, 5r + st
31. Dawaj, dawaj; VI.2+, 4r + st (kruszyzna)
32. Pieszczoszka; V, trad
33. Tradowe ryski; VI.1, trad
34. Little Cloud; VI.1+, 6r + st
35. Możliwość;
36. Sosnowa rysa; V, trad
37. Ekstremalna drabina; VI.2+, 6r + st
38. Puknij się w dekiel; VI.1+, 6r + st
39. Projekt; V, 5r + st
40. Bluszcz; VI.2, 4r + st
41. Oryginalna droga; V, trad[1].

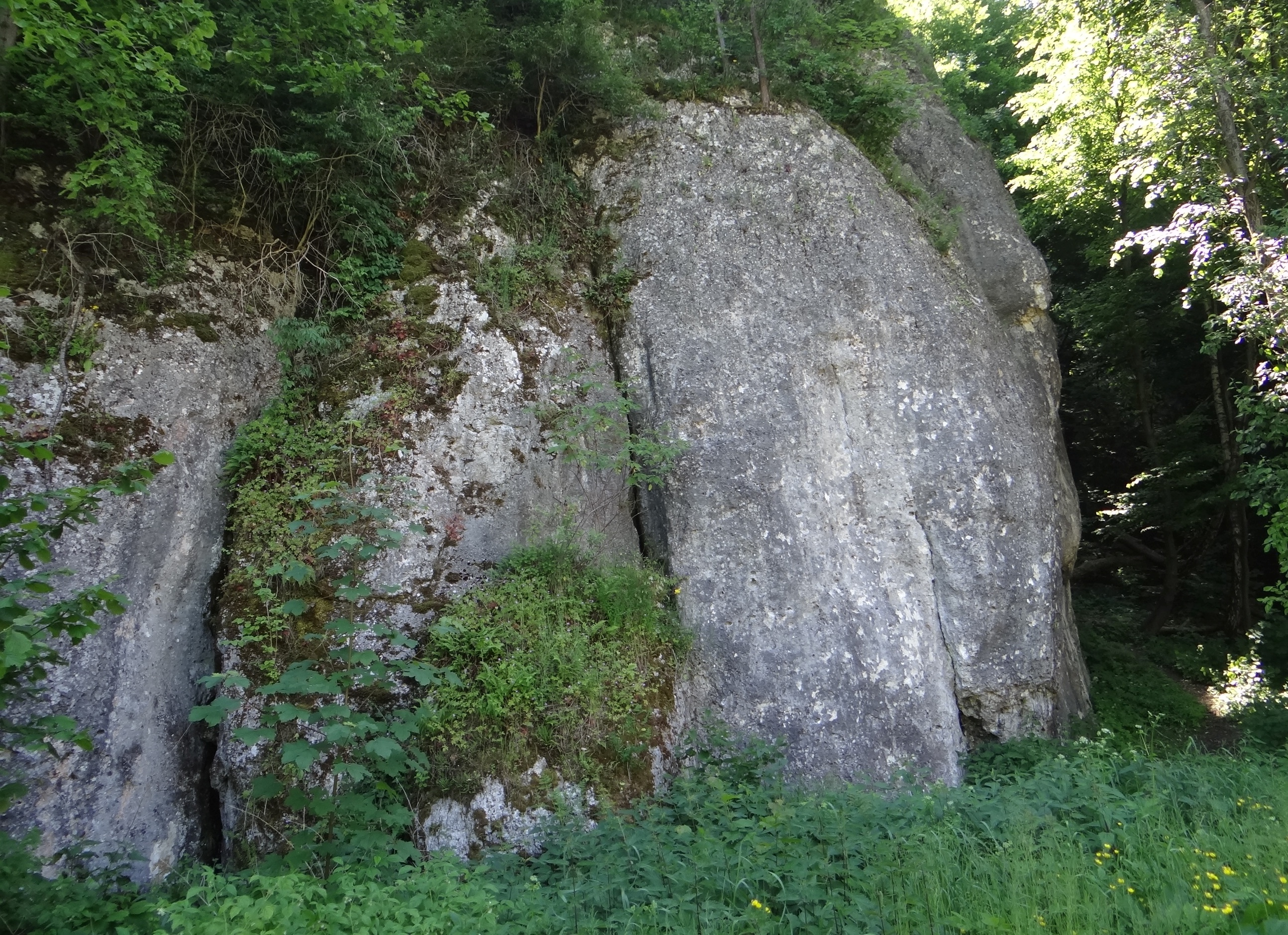
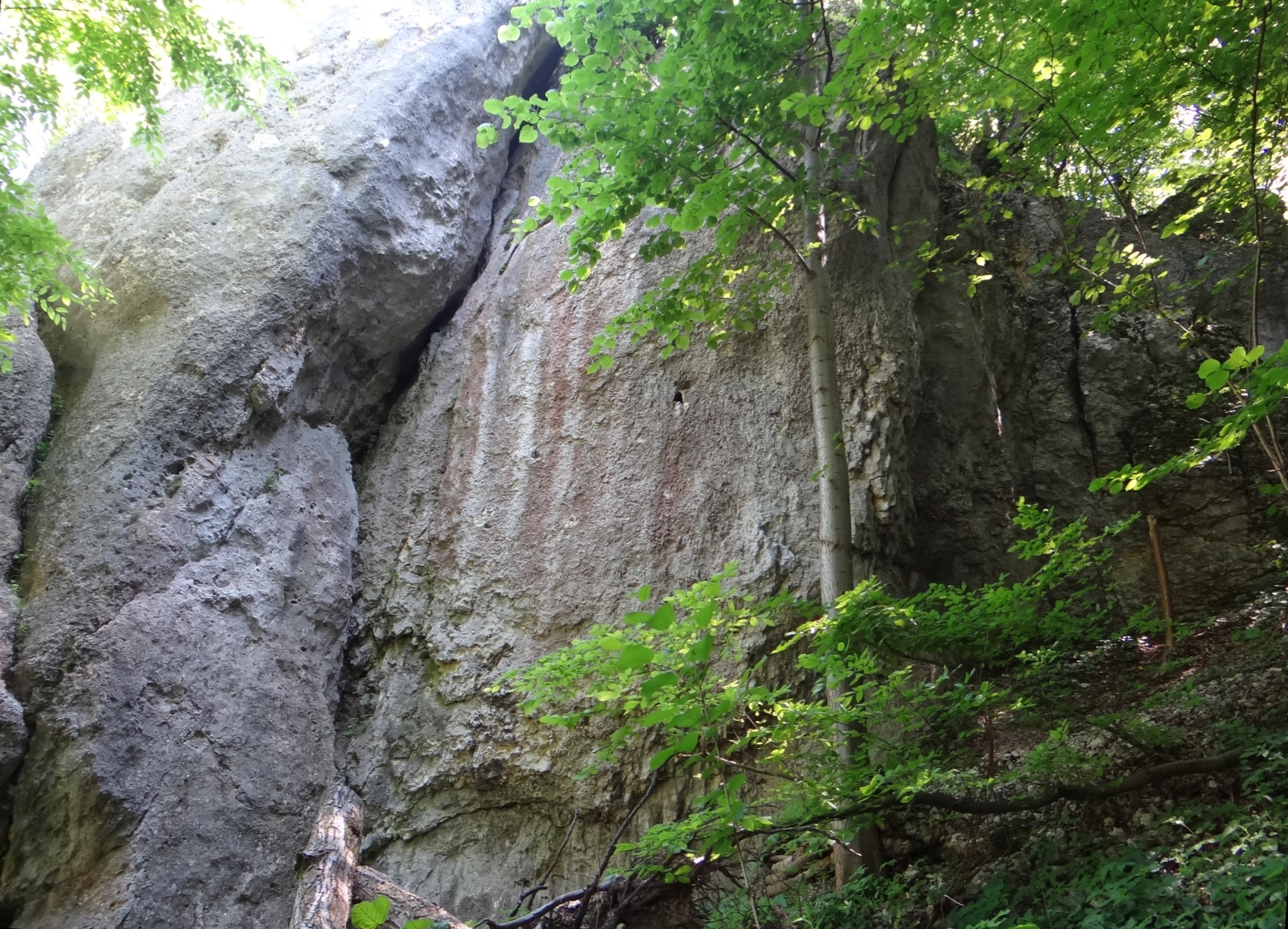
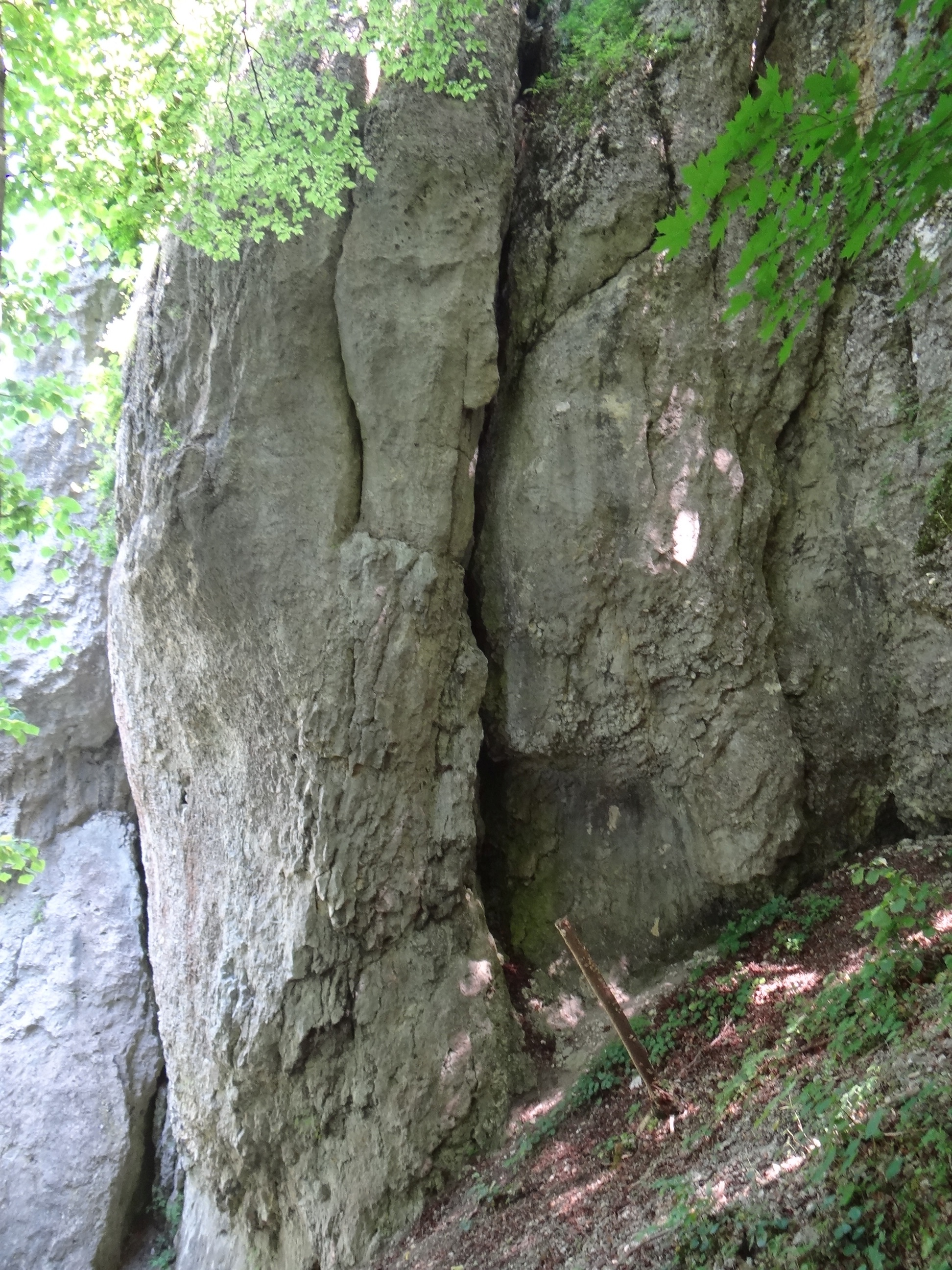
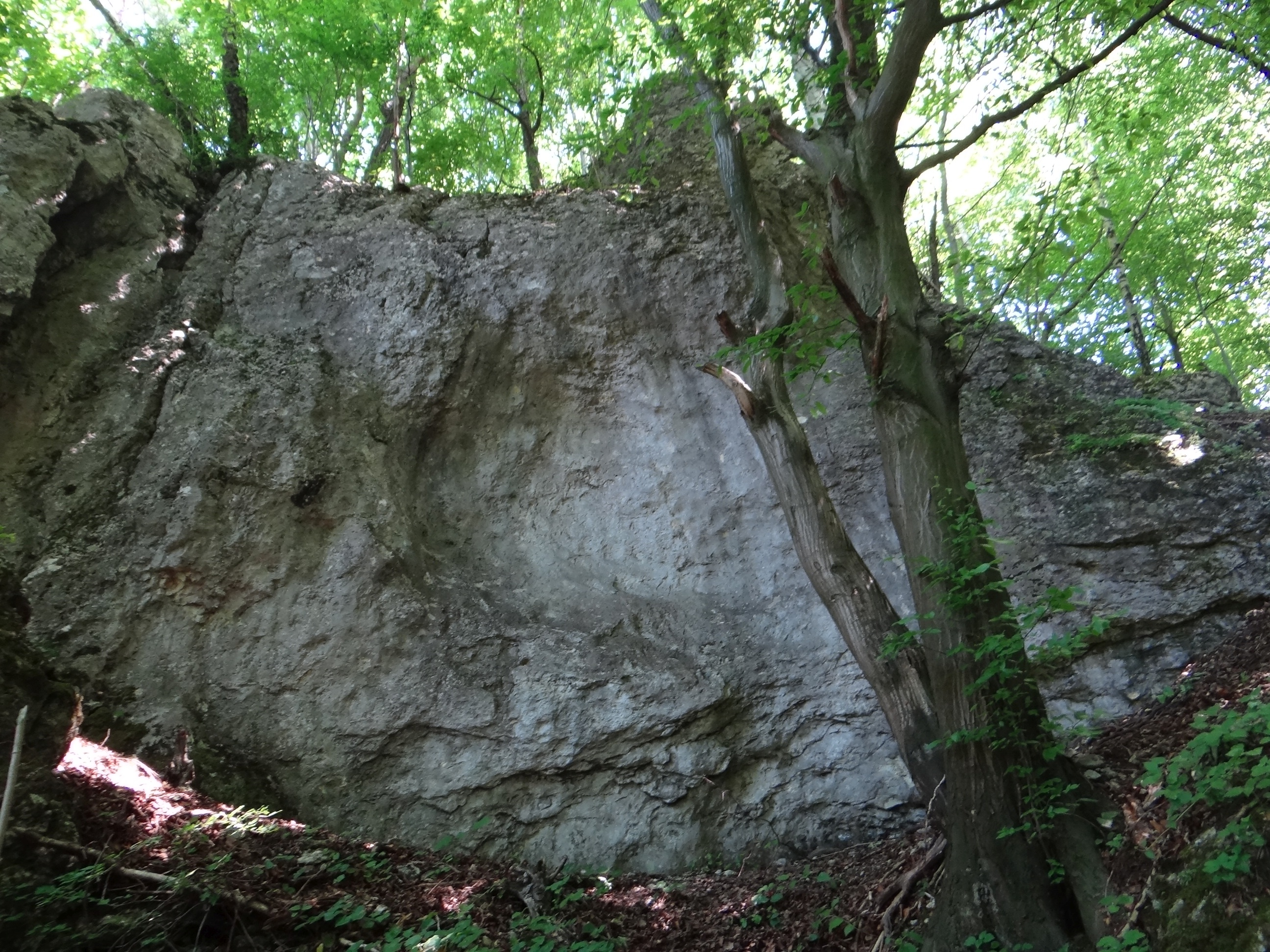
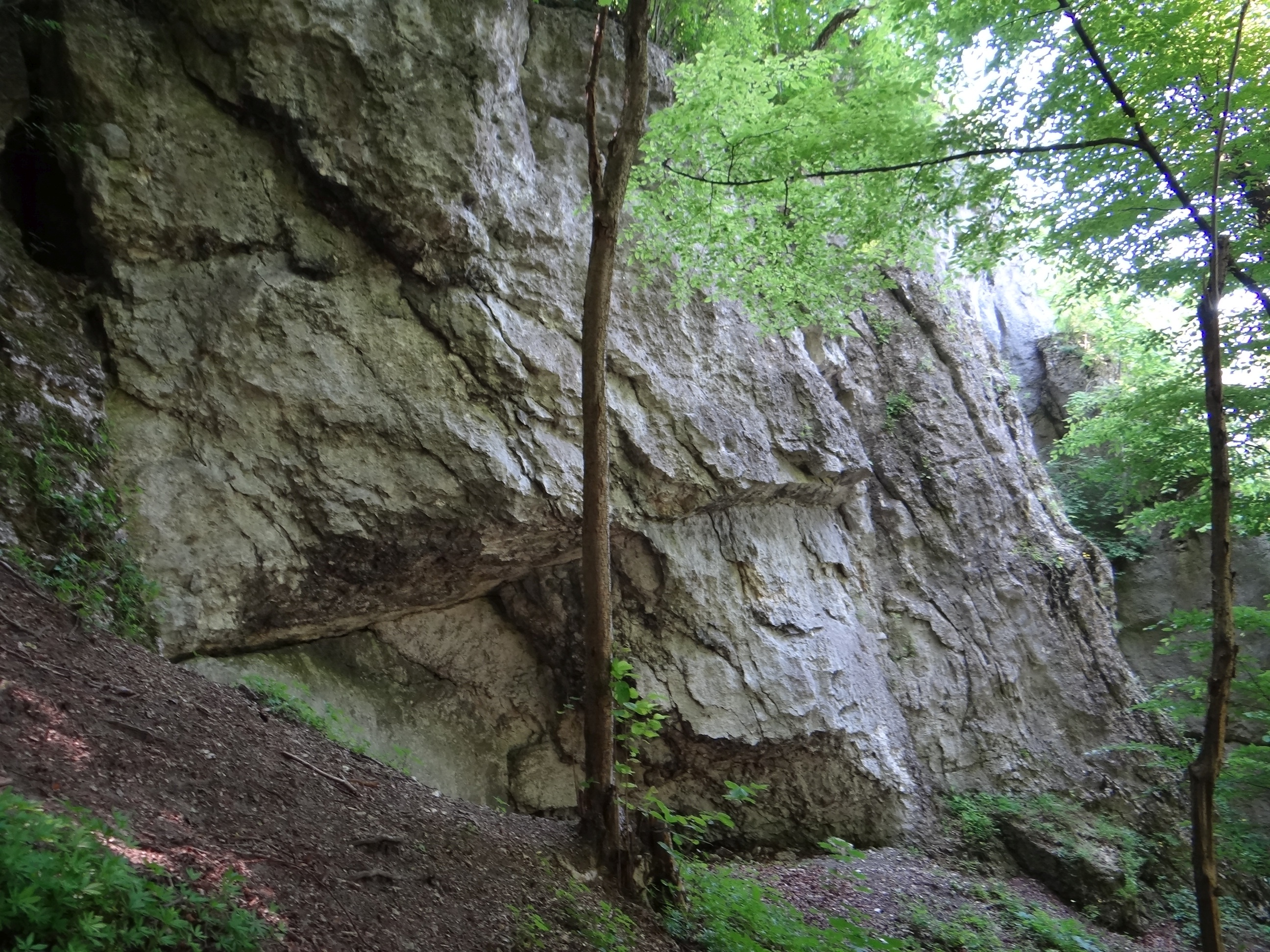
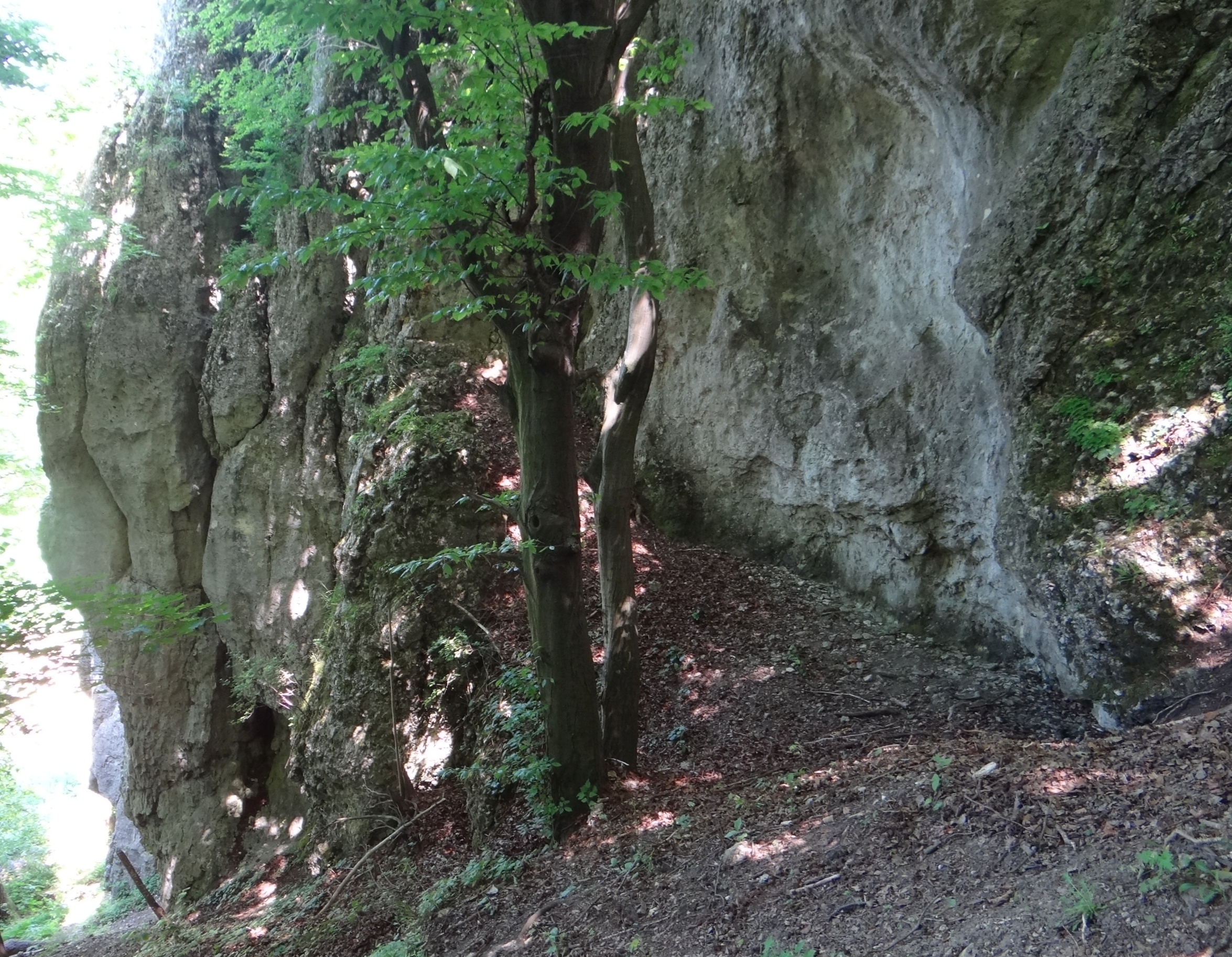
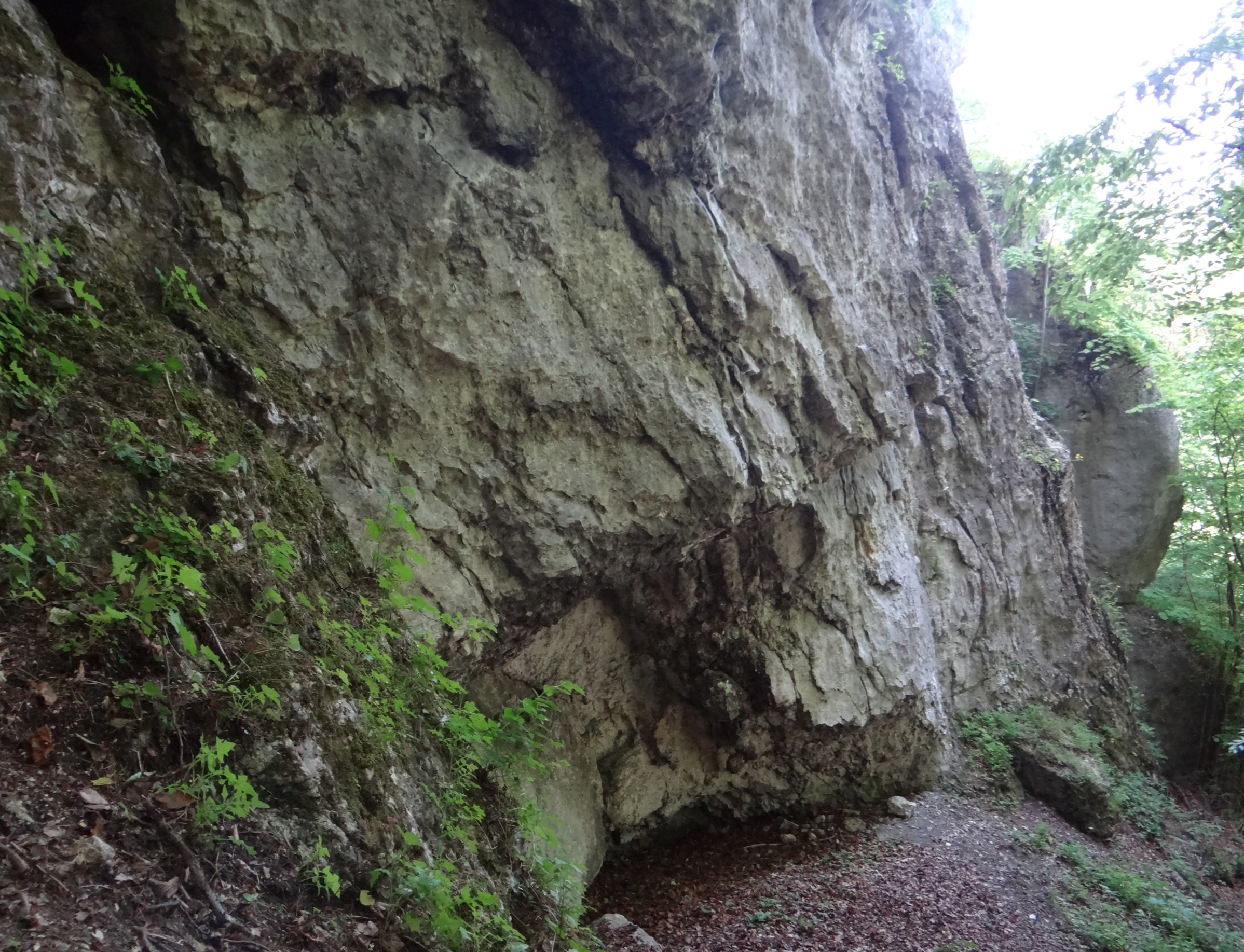
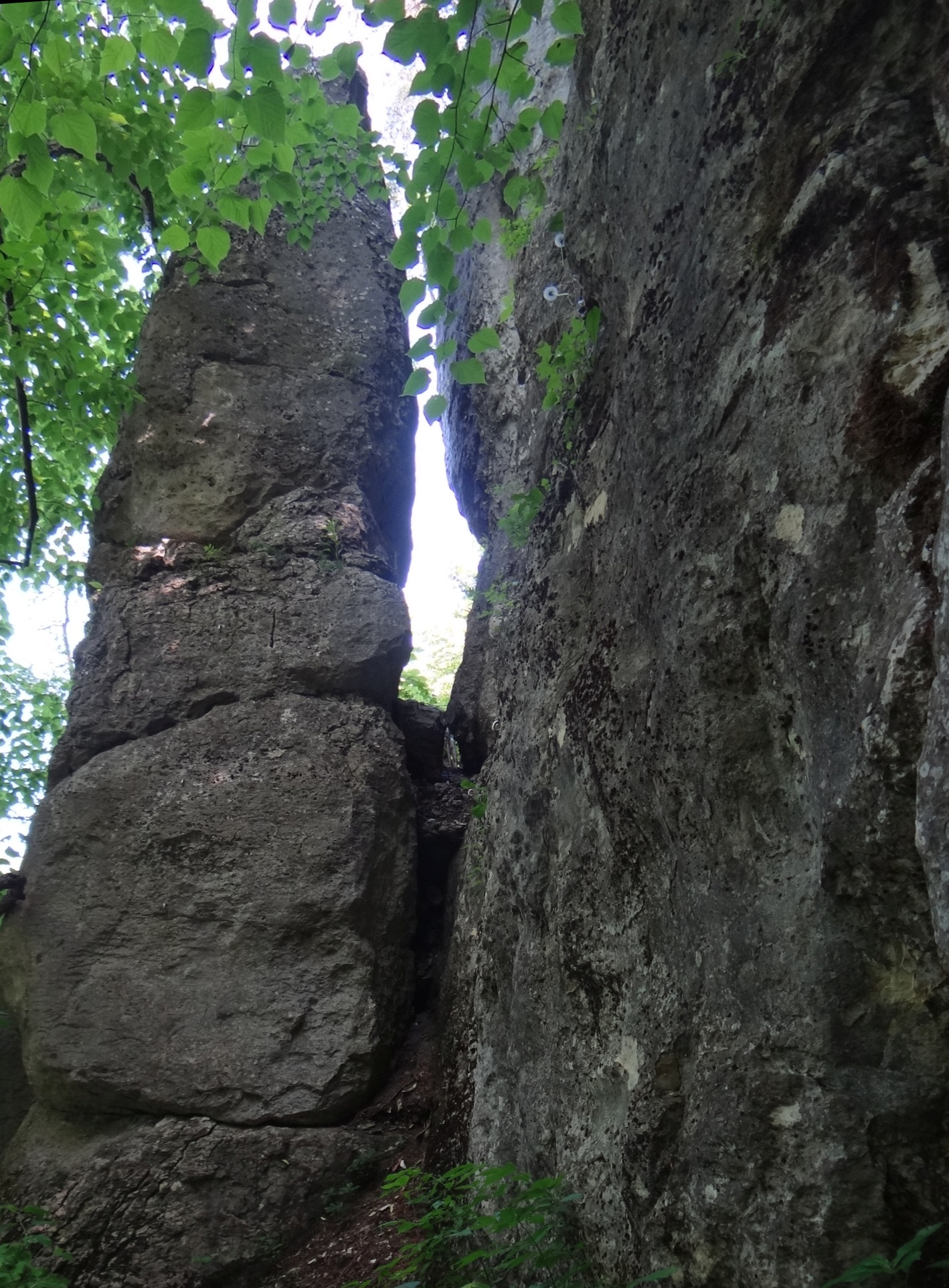

W Smylowych Skałach są 3 niewielkie jaskinie: Dziurka od Klucza, Równoległa Szczelina, Schronisko pod Liściami.